# J. B. Tanko
Josip Bogoslaw Tanko (Sisak, 21 de abril de 1906 — Rio de Janeiro, 5 de outubro de 1993) foi um cineasta croata radicado no Brasil após a Segunda Guerra Mundial, onde deu prosseguimento à sua carreira.

## Biografia
Nascido na cidade croata de Sisak, desde a infância foi apaixonado pelo cinema. Começou a trabalhar na Áustria, criando versões iugoslavas de filmes alemães e austríacos. Na década de 1930, trabalhou no Sascha-Filmindustrie AG e no Wlen-Film GMBH, em Viena, e no Tobis Filmkunst, Terra Filmkunst e UFA, em Berlim, chegando a função de assistente de direção. Estava em Berlim durante as olimpíadas de 1936 onde atuou como contratado junto a equipe oficial de filmagens alemã. 
A partir de 1937, em Viena, participou das equipes da Wien-Film, criada por Goebbels. No início da Segunda Guerra Mundial, assumiu o Departamento de Cinema Documental do Exército, em Belgrado. Quando a Iugoslávia foi invadida pela Alemanha, filmou o bombardeio de Belgrado. Fugiu para Berlim com o filme, e em 1942 foi trabalhar em Viena a serviço da propaganda alemã. Trabalhou diretamente com a cineasta do reich Leni Riefenstahl,  com o diretor karl Hartl e com os nazistas Oswald Lenich e Carl Froelich, respectivamente presidentes do ReichFilmKammer que respondiam a Joseph Goebbels, ministro da propaganda alemã. Com o fim da Segunda Guerra foi submetido ao processo de desnazificação tendo sido constatada a sua não filiação ou apoio a ideologia nazista, por conta do conflito perdeu toda a família, em 1948 decidiu emigrar para o Brasil junto com sua companheira Ilse luise Tanko (falecida na década de 60 no Brasil). Trouxe da Alemanha equipamentos e documentos que conservara sobre sua passagem pela Alemanha Nazista na condição de profissional de cinema, fixou residência na cidade do Rio de Janeiro, contribuindo muito para a profissionalização do cinema brasileiro com sua diversificada experiência. Seu primeiro trabalho foi na Cinelândia Filmes, como assistente de direção e roteirista de Escrava Isaura, adaptação do romance de Bernardo Guimarães.
Trabalhou também na Atlântida Cinematográfica, onde desempenhou vários papéis, chegando a diretor. Realizou alguns dramas e aos poucos foi migrando para as comédias em contraponto a sua personalidade séria e firme.  
Nos anos 1950, J. B. Tanko trabalhou com Watson Macedo e com Roberto Farias.  Em 1955 passou a trabalhar para Herbert Richers, para o qual dirigiu 18 filmes, dentre os quais uma série de comédias, estreladas por atores como Ankito, Grande Otelo, Zé Trindade e Ronald Golias. Contudo, continuou com os dramas, filmes policiais e infantis.

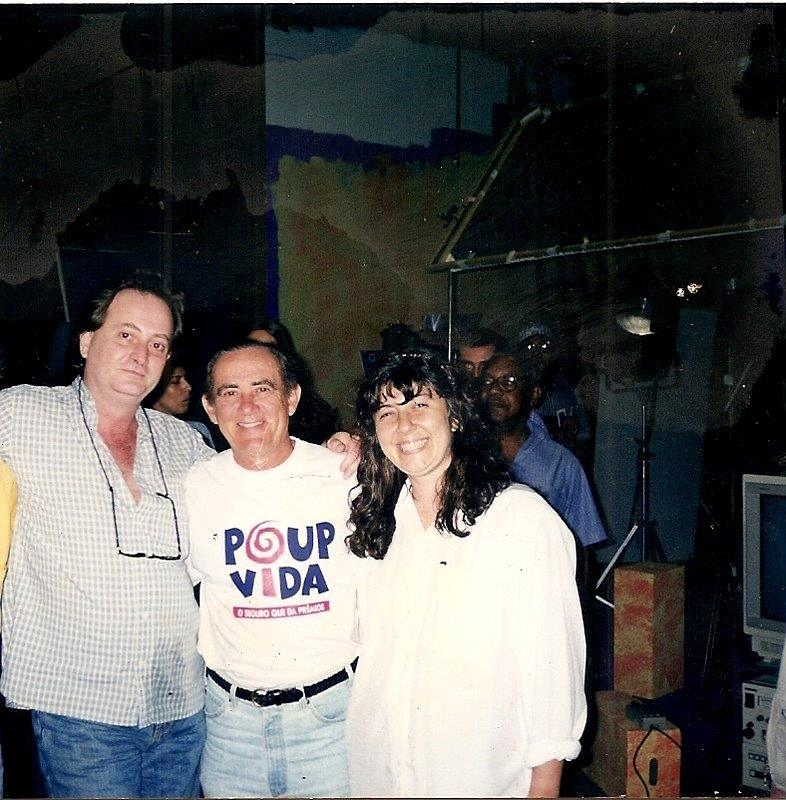
Alexander Tanko, Renato Aragão e Vânia Balvez em 1991, Rio de Janeiro, Brasil

Em 1967, dirigiu Adorável Trapalhão, no qual conheceu Renato Aragão, com o qual estabeleceria sólida parceria. J. B. Tanko viria a dirigir onze filmes de Os Trapalhões.  Em 1969, fundou a JBTV - J. B. Tanko Filmes Ltda. e dirigiu diversas comédias para adolescentes. Trabalhando com Os Trapalhões, realizou O Trapalhão nas Minas do Rei Salomão, uma das maiores bilheterias do cinema brasileiro em todos os tempos (cerca de 6 milhões de espectadores), e também Os Saltimbancos Trapalhões, considerado o melhor filme do grupo.
Produziu e dirigiu filmes como o drama erótico As Borboletas Também Amam, com a atriz Angelina Muniz, e o musical Vamos Cantar Disco, Baby?, com As Melindrosas, à época popular. Em 1983, produziu o filme Perdoa-Me Por Me Traíres, dirigido por Braz Chediak e obra de Nélson Rodrigues.
Quando Dedé Santana, Zacarias e Mussum separaram-se de Renato Aragão, criando a DeMuZa Produções, J. B. Tanko produziu a comédia Atrapalhando a Suate. Aos 81 anos dirigiu o seu último filme: Os Fantasmas Trapalhões.
Morreu aos 87 anos, vítima de infarto, deixando uma enorme contribuição para o cinema brasileiro. Reconhecido por seu talento como diretor e sempre avesso a ser fotografado ou filmado, frequentemente recusava entrevistas principalmente sobre fatos de sua passagem pela Alemanha Nazista. Teve apenas um filho, Alexander Tanko, que também atuou na produção cinematográfica e na produção de  comerciais e vinhetas de clips musicais para televisão, Alexander faleceu de forma trágica no dia 12 de julho de 2006, aos 53 anos.
Hoje a J B TANKO FILMES está sendo dirigida pelos herdeiros.

## Filmografia
- 1946 - Amerika Hilft Oesterreich
- 1948 - A Escrava Isaura (diretor assistente)
- 1952 - Areias Ardentes
- 1954 - A Outra Face do Homem
- 1956 - Sai de Baixo
- 1956 - Fuzileiro do Amor (gerente de produção)
- 1956 - Com Água na Boca
- 1957 - Metido a Bacana
- 1957 - Com Jeito Vai
- 1958 - E o Bicho Não Deu
- 1959 - Entrei de Gaiato
- 1959 - Garota Enxuta
- 1959 - Mulheres à Vista
- 1960 - Marido de Mulher Boa
- 1960 - Vai que É Mole
- 1961 - O Dono da Bola
- 1961 - Bom Mesmo É Carnaval
- 1964 - Asfalto Selvagem[6]
- 1965 - Um Ramo para Luísa
- 1966 - Engraçadinha depois dos 30
- 1967 - Adorável Trapalhão
- 1967 - Carnaval Barra
- 1968 - Massacre no Supermercado
- 1969 - Pais quadrados, filhos avançados [7]
- 1970 - Como Ganhar na Loteria sem Perder a Esportiva
- 1971 - Rua descalça
- 1971 - Som, amor e curtição
- 1972 - Salve-se Quem Puder - Rally da Juventude
- 1973 - Aladim e a lâmpada maravilhosa
- 1974 - Robin Hood, o trapalhão da floresta
- 1975 - O Trapalhão na Ilha do Tesouro
- 1976 - O Trapalhão no Planalto dos Macacos
- 1976 - Simbad, o marujo trapalhão
- 1977 - O Trapalhão nas minas do Rei Salomão
- 1978 - As Borboletas também Amam
- 1979 - Vamos Cantar Disco, Baby?
- 1980 - Atrapalhando a Suate
- 1981 - Os Saltimbancos Trapalhões
- 1982 - Os Trapalhões na Serra Pelada
- 1982 - Os Vagabundos Trapalhões
- 1983 - Perdoa-me por Me Traíres (produtor)
- 1987 - Os Fantasmas Trapalhões

## Prêmios
- Areias Ardentes (longa-metragem) - Prêmio Saci, 1952, SP, de Melhor Roteiro para J. B. Tanko.[8]
- Sai de Baixo (longa-metragem) - Prêmio Especial para Tanko, J. B. no Prêmio Especial Governador do Estado de São Paulo, 1956, São Paulo - SP.[9]